# カール・エンギッシュ
カール・エンギッシュ（Karl Engisch、1899年 - 1990年）は、ドイツの刑法学者。

## 人物
1950年代の法解釈方法論論争において、「法の構成要件に具体的事案を当てはめることで法的判断が導かれる」という従来の通説的見解(=法的三段論法モデル)に代えて、「事案に関わる構成要件を探し出す作業においても、事案の中から構成要件に関わる事実を抽出=構成する作業においても、制定法(大前提)と生活事態の間での不断の相互作用、視線の往復(Hin-und Herwandeln des Blicks zwischen Gesetz und Lebenssachverhalt)を行う必要がある」と主張した。この定式化が、「解釈学的循環」の一種として発展し、1960年代半ばから1970年代にかけての「法律学的ヘルメノイティク」の展開につながった。